# M51-ULS-1b

子持ち銀河の画像。

M51-ULS-1bとは、地球からりょうけん座の方向に8.6メガパーセク離れた子持ち銀河（M51）に存在する M51-ULS-1 の周囲を公転している可能性がある最初に発見された銀河系外惑星候補である。

## 概要
| 木星 | M51-ULS-1b |
| ---- | ---------- |
| 木星 | Exoplanet  |

銀河系以外の銀河に存在する恒星も惑星を持っているとされている。M51-ULS-1bは、明るいX線源（XRS）によるトランジットを利用して、2020年に発見された。主星であるM51-ULS-1は連星で、その1つは恒星の残骸である中性子星またはブラックホールで、もう1つは巨大な恒星である。X線のトランジットを使用して、多くの銀河系外惑星や、銀河系内のXRSの周囲を公転する惑星を発見できるようになる可能性がある。
M51-ULS-1bは木星の約0.7倍程度の大きさを持つ。これは、土星よりわずかに小さい可能性がある。M51-ULS-1bは主星から約0.4天文単位離れた位置を公転している。